# Lepidobatrachus asper
Lepidobatrachus asper là một loài ếch thuộc họ Leptodactylidae. Loài này có ở Argentina, Paraguay, và có thể cả Bolivia.
Môi trường sống tự nhiên của chúng là vùng cây bụi khô khu vực nhiệt đới hoặc cận nhiệt đới, đầm nước ngọt có nước theo mùa, intermittent hồ nước mặn, vùng đồng cỏ, và ao.
Chúng hiện đang bị đe dọa vì mất môi trường sống.